# Прапор Антигуа і Барбуди
Пра́пор Анти́гуа і Барбу́ди — один з офіційних символів Антигуа і Барбуда. Офіційно затверджений 27 лютого 1973 року. Співвідношення сторін 2:3.

## Символіка прапора має багато значень
- Сонце, яке піднімається символізує схід нової ери
- Чорний колір указує на африканське коріння населення країни.
- Червоний колір символізує енергію народу.
- Синій та білий кольори символізують море та пісок відповідно. Крім того синій колір це символ Карибського моря.
- V-подібна форма означає перемогу.

Прапор створений художником і скульптором сером Реджинальдом Самюелем та використовується з часу отримання самоврядування в 1967 році. Проєкт Самюеля став кращим в конкурсі, в якому брало участь понад 600 авторів.

Прапор берегової охорони, пропорція: 2:3

## Конструкція прапора
|                     |
| Конструкція прапора |